# Usza (Izrael)
Usza (hebr. אושה) – kibuc położony w Samorządzie Regionu Zewulun, w Dystrykcie Północnym, w Izraelu. Członek Ruchu Kibuców (Ha-Tenu’a ha-Kibbucit).

## Położenie
Leży w Dolinie Zewulon, na wschód od miasta Hajfy.

## Historia
Kibuc został założony w 1937 roku przez imigrantów z Polski.

## Gospodarka
Gospodarka kibucu opiera się na intensywnym rolnictwie.